# Валтасар

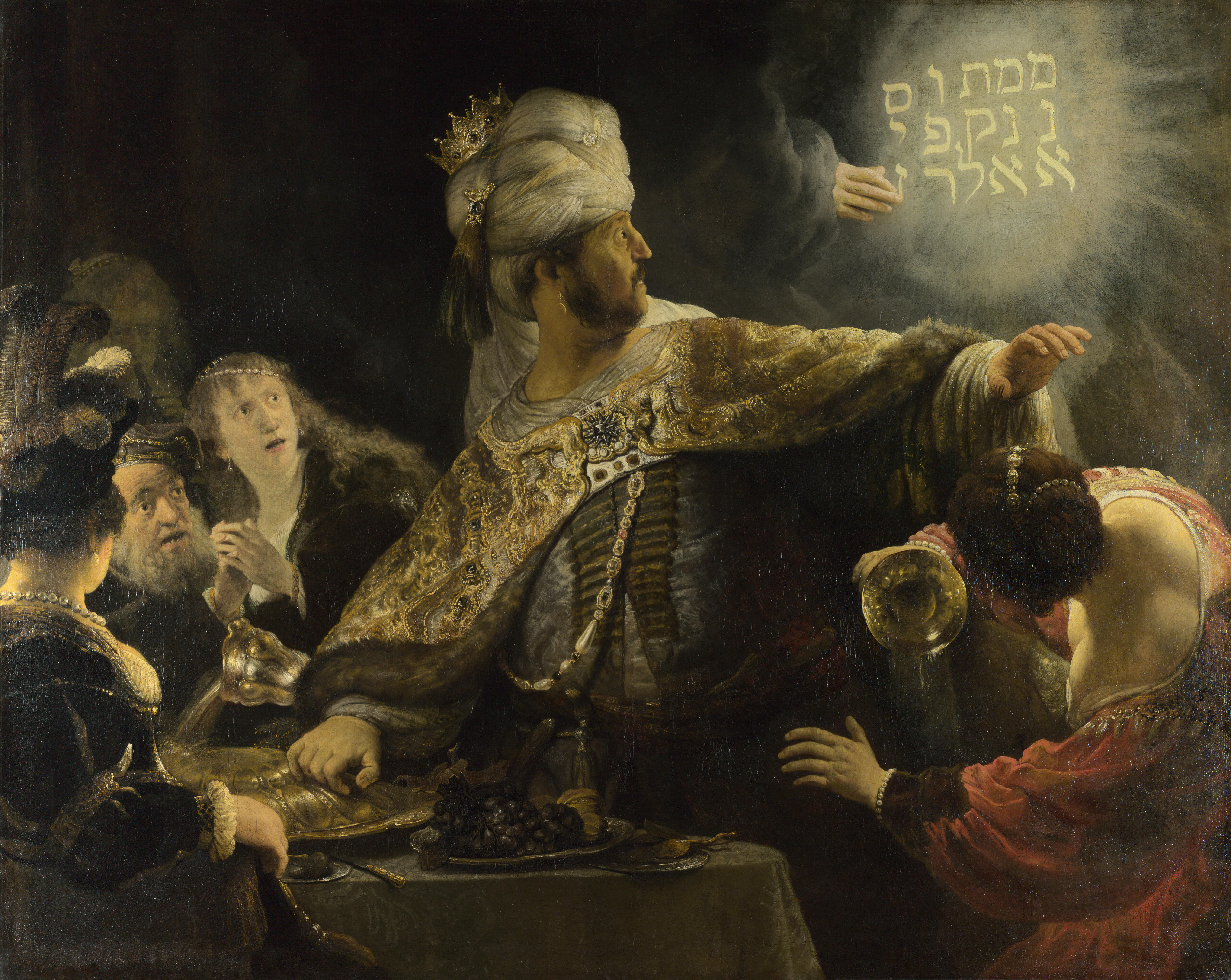
Картина Бенкет Валтасара Рембрандта, (1635)

Валтаса́р (Бальтаза́р, Белшаца́р; Бел-шара́-Уцу́р, Bēl-šar-ușur) — син і співправитель останнього царя Нововавилонського царства Набоніда із X вавилонської династії, чиє сходження на вавилонський престол він, можливо, організував. 

## Історія
Можливо, він сподівався незабаром стати наступником Набоніда, але якщо так, то довголіття його батька зруйнувало його надії. Тим часом, коли в 553 р. до н. е. Набонід вирушив на десятирічне подорож в Аравію, Валтасар опинився відповідальним за управління Вавилонією. Як спадкоємець, він тісно співпрацював з управлінням головними вавилонськими храмами і в цій якості видавав постанови щодо управління орними землями, що належали храму Мардука у Вавилоні. Схоже, що він мав тісні зв'язки з групами підприємців, які керували економічними інтересами як святилищ, так і корони.
Хоча він був фактичним регентом, Валтасар ніколи не брав царських титулів, а також не займав місця свого батька в таких ритуалах, як шумерське свято Акіту. Це свято було перервано через відсутність царя. Після повернення Набоніда до Вавилону призначених Валтасаром адміністраторів було відкликано та замінено тими, хто був вірний Набоніду. Коли Кір ІІ Великий напав на Вавилон, Валтасар взяв на себе відповідальність за захист столиці, але він не зміг відбити напад і, ймовірно, загинув під час нього у 539 р. до н. е. Ця подія стала популярною завдяки біблійній історії про «бенкет Валтасара».
Однак, згідно з Книгою Даниїла, був останнім халдейським правителем Вавилона. Також він названий сином Навуходоносора, що дає привід критикам звинувачувати Біблію в історичній неточності. Проте, слово «син» у Біблії часто використовується в значенні «нащадок», наприклад, до Ісуса Христа неодноразово зверталися «сину Давидів» у Євангеліє від Матвія, Євангеліє від Марка, Євангеліє від Луки.

## Бенкет Валтасара
Згідно з Біблією, Валтасар не помічав, як міцнів сусідній Іран. Свавільний Валтасар не зважав ні на жерців, ні на купців, до порад яких прислухалися його попередники, а дні і ночі бенкетував у своєму палаці, забувши про державні справи.
Тим часом військо іранців підійшло до мурів Вавилона, і згідно з Біблією, на влаштованому Валтасаром бенкеті він побачив руку, яка написала вогненними буквами на стіні зали напис незрозумілою мовою. Єврейський пророк Даниїл прочитав слова — івр. מנא ,מנא, תקל, ופרסין «мене, мене, текел, упарсін» — і розшифрував їх як послання Бога Валтасарові «Пораховано, зважено й віддано персам», передбачивши швидку загибель йому і його царству. Тієї ж ночі жерці відчинили персам ворота Вавилона, а вранці Валтасара знайшли мертвого в його палаці.
Крилатий вислів «бенкет Валтасара» означає: веселе, легковажне життя перед великим лихом.
Бенкет Валтасара — відомий сюжет образотворчого мистецтва, літератури, музики.